# Archontophoenix purpurea
Archontophoenix purpurea là loài thực vật có hoa thuộc họ Arecaceae. Loài này được Hodel & Dowe mô tả khoa học đầu tiên năm 1994.

## Hình ảnh

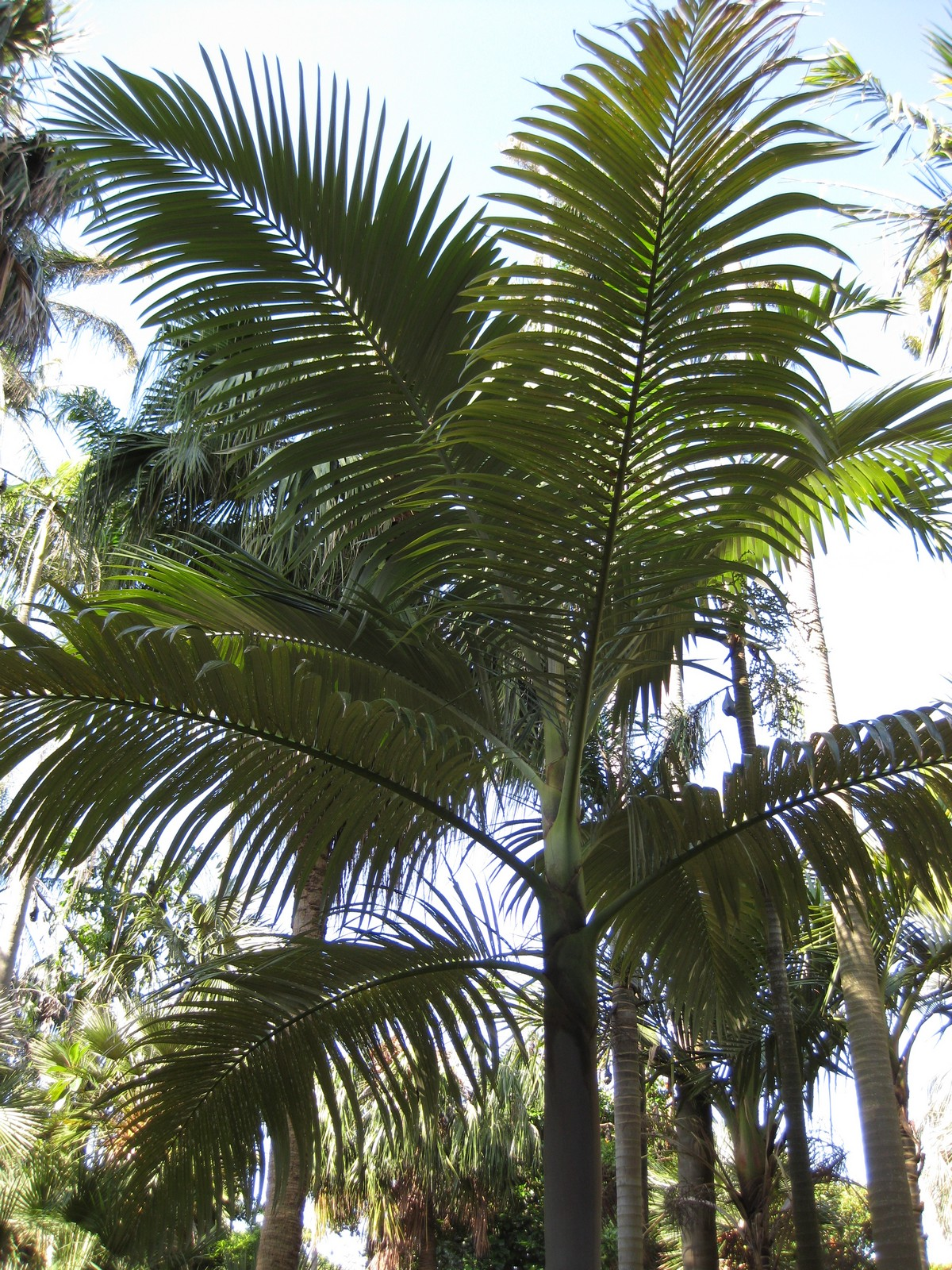
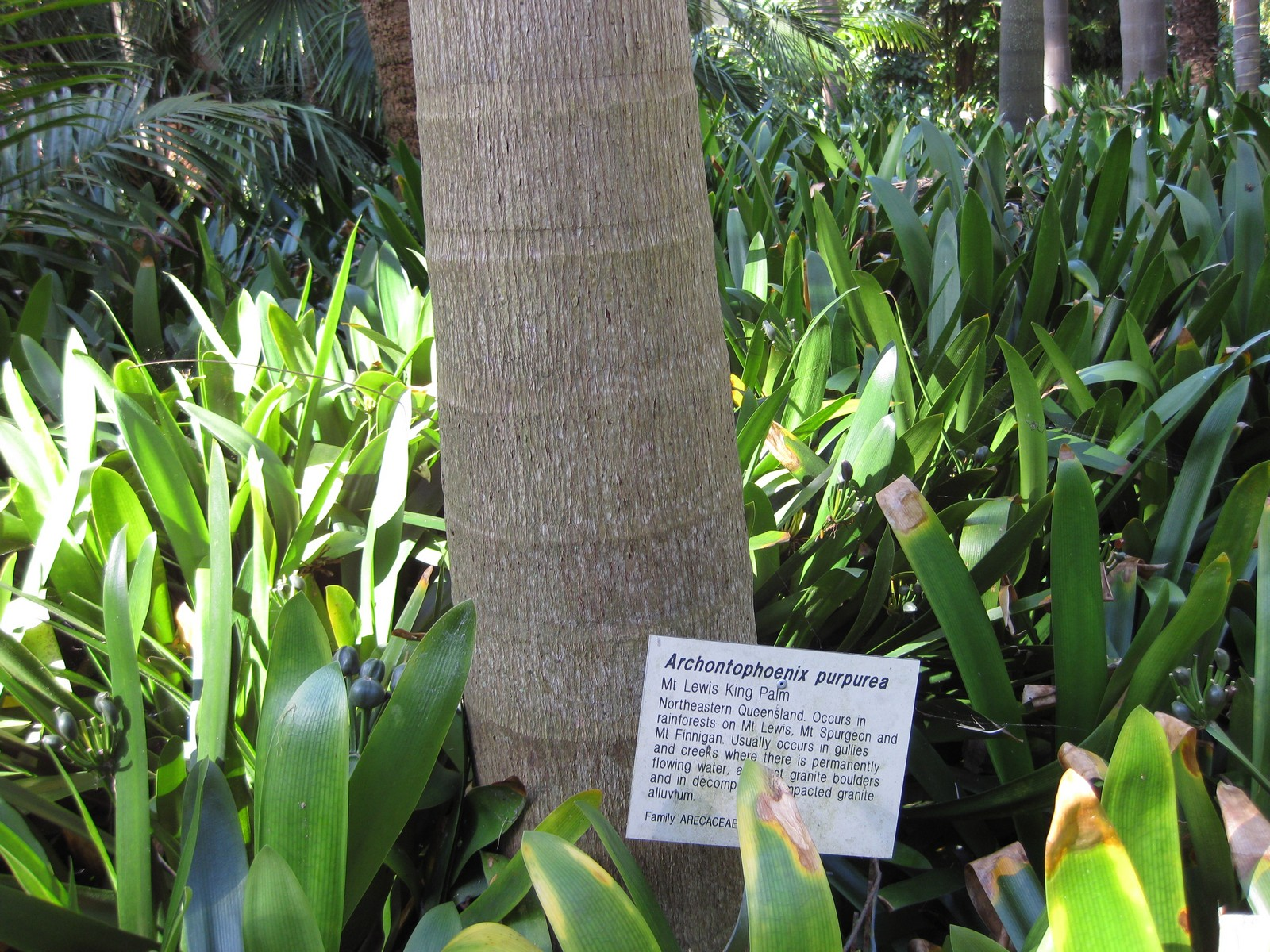